# Юния Торквата
Юния Торквата (на латински: Iunia Torquata; * пр. 10 пр.н.е.; † 55 г.) e най-малко 60 години известна весталка на Римската империя.

## Биография
Произлиза от клон Юний Силан на фамилията Юнии. Дъщеря е на Гай Юний Силан и вероятно внучка на Марк Юний Силан (консул 25 пр.н.е.). Майка ѝ Апия Клавдия е от род Ации и така роднина на майката на император Август. Сестра е на Гай Юний Силан (консул 10 г.), Марк Юний Силан (консул 15 г.) и на сенатора Децим Юний Силан.
През 22 г. Юния Торквата се застъпва пред император Тиберий за осъдения си брат Гай Юний Силан за laesa maiestas и издейства той да бъде изпратен в изгнание на по-приятния Цикладски остров Китнос вместо на Гиарос.
Когато е на 64 години тя е още весталка и по-късно става Vestalis maxima. Жителите на Цикладския остров остров Тинос ѝ поставят почетен надгробен надпис.